# Segunda Categoría de Santa Elena
El Campeonato Provincial de la Segunda Categoría de Santa Elena es un torneo oficial de fútbol de ascenso en la provincia de Santa Elena. Es organizado anualmente por la Asociación de Fútbol Profesional de Santa Elena (AFPSE). Los cuatro mejores clubes (campeón, subcampeón, tercer lugar y cuarto lugar) clasifican al torneo de Ascenso Nacional por el ascenso a la Serie B, además el campeón provincial clasificará a la primera fase de la Copa Ecuador.

## Estructura de ascenso
Anualmente varios equipos de la provincia se inscriben en la Asociación de Fútbol Profesional de Santa Elena para poder participar en el torneo. Año a año difiere el sistema de campeonato en esta competición. Tras terminar el campeonato, se define al campeón y subcampeón provincial, quienes obtienen un cupo para disputar el Campeonato Nacional de Segunda Categoría. Este campeonato de ascenso nacional se divide en grupos dependiendo de la ubicación de cada provincia, llamados zonales. Los representantes de Santa Elena compiten frente a clubes de otras provincias y clasificar a la siguiente fase. Al finalizar el torneo nacional de Segunda Categoría se designa cuales serán los clasificados a la Serie B en el próximo año.

### Sistema de campeonato actual
Actualmente, el torneo provincial Santaelenese tiene inscrito a 12 clubes que disputarán dos cupos para el torneo de ascenso. El torneo se compone de dos  etapas. La primera etapa consistirá en dos grupos de seis equipos cada uno, de los cuales se jugarán partidos de ida y vuelta. Al finalizar la primera etapa, los equipos que hayan terminado en primer y segundo lugar de cada grupo clasificarán, en al segunda etapa se jugara  un play-off con los cuatro equipos, en encuentros a partido único, los ganadores de cada uno de las llaves se clasificaron a la final para definir el título y el cupo para la Copa Ecuador en la cual jugara el campeón provincial, mientras que los perdedores definiran el 3.° y 4.° puesto.

## Palmarés
| Temporada | Campeón                   | Subcampeón                |
| --------- | ------------------------- | ------------------------- |
| 2010      | Carlos Borbor Reyes (1)   | Sport Bilbao SV (1)       |
| 2011      | Carlos Borbor Reyes (2)   | Salinas Internacional (1) |
| 2012      | Independiente Salinas (1) | Carlos Borbor Reyes (1)   |
| 2013      | Carlos Borbor Reyes (3)   | Duros del Balón (1)       |
| 2014      | 3E (1)                    | Sport Bilbao SV (2)       |
| 2015      | 3E (2)                    | Carlos Borbor Reyes (2)   |
| 2016      | Carlos Borbor Reyes (4)   | Duros del Balón (2)       |
| 2017      | Duros del Balón (1)       | Sport Bilbao SV (3)       |
| 2018      | Duros del Balón (2)       | Carlos Borbor Reyes (3)   |
| 2019      | Carlos Borbor Reyes (5)   | Sport Bilbao SV (4)       |
| 2020      | Santa Elena S. C. (1)     | Sport Bilbao SV (5)       |
| 2021      | Deportivo Santa Elena (1) | Lobos Máster (1)          |
| 2022      | Huancavilca S. C. (1)     | Atlético Porteño (1)      |
| 2023      | Deportivo Santa Elena (2) | Huancavilca S. C. (1)     |
| 2024      | Luz Valdivia (1)          | Deportivo Santa Elena (1) |
| 2025      | Por definir               | Por definir               |

## Estadísticas por equipo

### Campeonatos
| Equipo                | Títulos | Subtítulos | Temporadas campeón            | Temporadas subcampeón         |
| --------------------- | ------- | ---------- | ----------------------------- | ----------------------------- |
| Carlos Borbor Reyes   | 5       | 3          | 2010, 2011, 2013, 2016, 2019. | 2012, 2015, 2018.             |
| Duros del Balón       | 2       | 2          | 2017, 2018.                   | 2013, 2016.                   |
| 3E                    | 2       | 0          | 2014, 2015.                   |                               |
| Deportivo Santa Elena | 2       | 1          | 2021, 2023.                   | 2024.                         |
| Huancavilca S. C.     | 1       | 1          | 2022.                         | 2023.                         |
| Independiente Salinas | 1       | 0          | 2012.                         |                               |
| Luz Valdivia          | 1       | 0          | 2024.                         |                               |
| Santa Elena S. C.     | 1       | 0          | 2020.                         |                               |
| Sport Bilbao SV       | 0       | 5          |                               | 2010, 2014, 2017, 2019, 2020. |
| Atlético Porteño      | 0       | 1          |                               | 2022.                         |
| Lobos Máster          | 0       | 1          |                               | 2021.                         |
| Salinas Internacional | 0       | 1          |                               | 2011.                         |

### Estadísticas por Cantón
| Cantón                                                                                                |    | Títulos                                                                                       |   | Subtítulos                                                                                                  |  |
| --- | -- | --------------------------------------------------------------------------------------------- | - | --- |  |
| Salinas                                                                                               | 11 | Carlos Borbor Reyes (5) 3E (2) Duros del Balón (2) Independiente Salinas (1) Luz Valdivia (1) | 8 | Carlos Borbor Reyes (3) Duros del Balón (2) Atlético Porteño (1) Lobos Máster (1) Salinas Internacional (1) |  |
| [[Archivo:\|class=notpageimage noviewer\|30px\|border\|Bandera de Santa Elena (Ecuador)]] Santa Elena | 4  | Deportivo Santa Elena (2) Huancavilca S. C. (1) Santa Elena S. C. (1)                         | 7 | Sport Bilbao SV (5) Huancavilca S. C. (1) Deportivo Santa Elena (1)                                         |  |